# Dolna Hubavka, Tărgoviște
Dolna Hubavka (în bulgară Долна Хубавка) este un sat în comuna Omurtag, regiunea Tărgoviște,  Bulgaria. 

## Demografie
Componența etnică a satului Dolna Hubavka
     Turci (96,88%)
     Bulgari (1,77%)
     Nicio identificare (1,33%)
     Altele (0%)
La recensământul din 2011, populația satului Dolna Hubavka era de 225 locuitori. Din punct de vedere etnic, majoritatea locuitorilor (96,88%) erau turci, cu o minoritate de bulgari (1,77%). Pentru 1,33% din locuitori nu este cunoscută apartenența etnică.